# Chlidoniopsis inflata
Chlidoniopsis inflata is een mosdiertjessoort uit de familie van de Chlidoniopsidae. De wetenschappelijke naam van de soort is voor het eerst geldig gepubliceerd in 1957 door Harmer.